# Мария Синклитики
Легенда о пленнице-победительнице — легенда о девушке, попавшей в плен после падения Никосии во время Кипрской войны. Согласно легенде, девушка вместе с многими другими пленницами была на судне, отправлявшемся в Стамбул. Она подожгла запасы пороха на судне, взорвав себя, других пленников и врагов. Легенда активно поддерживается на Кипре и в Венеции, совпадая во всех деталях и опираясь на одинаковые первоисточники. Разница венецианской и кипрской версии в личности героини. По венецианской версии героиня происходила из венецианской семьи и носила имя Беллисандры Маравилья, по кипрской версии девушка была из семьи греков-киприотов и носила имя Арнальды Рохас или Марии Синклитики. Такие женщины действительно существовали, но нет доказательств того, что они находились на этом судне.

## Развитие легенды
|                                   |          | год написания   | взрыв | спасшиеся | девушка                                              |
| --------------------------------- | -------- | --------------- | ----- | --------- | ---------------------------------------------------- |
| Анджело Гатто                     | очевидец | 1573            | +     |           | нет упоминания того, что взрыв совершен девушкой     |
| Кало Маджи                        | очевидец | 1578            | +     |           | нет упоминания того, что взрыв совершен девушкой     |
| Джованни Созомено                 | очевидец | 1571            | +     | есть      | одна из пленниц                                      |
| Фра Калепио                       | очевидец | 1572            | +     | нет       | благородная (знатная) киприотка                      |
| Пьетро Бизарри                    | историк  | 1573            | +     | есть      | неизвестная                                          |
| Антонио Мария Грациани            | историк  | 1611 (не позже) | +     | есть      | неизвестная                                          |
| Жак Огюст де Ту                   | историк  | 1625            | +     |           | благородная матрона                                  |
| Пьетро Ламойн                     | писатель | 1647            |       |           | пленница-победительница                              |
| Джузеппе Галуччи                  | историк  | 1610            |       |           | Белисенда Маравилья                                  |
| Эммануэля Чигонья                 | историк  | 1830            |       |           | Беллисандра Маравилья                                |
| Франческо Дзанотто                | историк  | 1858            |       |           | Беллисандра Маравилья                                |
| Джузеппе Тассини                  | историк  | 1863            |       |           | Александра Маравилья                                 |
| Сагредо                           | историк  | 1673            |       |           | Арнальда де Рохас                                    |
| Ансельм Дезинг                    | историк  | 1741            |       |           | Арнальда де Рохас                                    |
| Елизавета Каминер                 | писатель | 1769            |       |           | Арнальда де Рохас                                    |
| Дунин-Борковский                  | писатель | 1828            |       |           | Арнальда де Рохас                                    |
| Claude Delaval Cobham             | историк  | 1910            |       |           | Арнальда де Рохас                                    |
| Фамиано Страда                    | историк  | 1611            |       |           | неизвестная                                          |
| Архимандрит Киприан (Курикуритис) | историк  | 1788            |       |           | Арнальда де Рохас                                    |
| Κ. N. Σάθας                       | историк  | 1869            |       |           | Арнальда де Рохас                                    |
| Пантелис Карика                   | историк  | 2014            |       |           | Арнальда де Рохас                                    |
| Теохаридиса Фемистоклиса          | писатель | 1875            |       |           | Арнальда де Рохас, возлюбленная Петраса Синклитикоса |
| Василис Михаилидис                | поэт     | 1874            |       |           | Арнальда из рода Синклитики/Белисанда                |
| А. Матесис                        | поэт     | 1864—1952       |       |           | Рейнальда                                            |
| Гаэтано Морони                    |          | 1858            |       |           | Беллисандра Маравилья                                |
| Чигонья Э.                        | историк  | 1847            |       |           | Беллисандра Маравeджа                                |
|                                   |          | 1856            |       |           | Беллисандра Маравилья                                |
| Эжен Мюнц                         | историк  | 1889            |       |           | Беллисандра Маравeджа                                |
| Сакеллариу П. Д.                  |          | 1890            |       |           | Мария Синглитика, или Арланда дочь генерала Рока     |
| Александрос Суцос                 | поэт     | 1857            |       |           | Мария                                                |

### Появление легенды. Безымянная героиня
Несколько очевидцев оставили сообщения о взрыве в гавани Фамагусты галеона Мехмеда-паши с добычей и  пленниками перед отплытием в Стамбул. При взрыве галеона взлетели на воздух ещё два судна, стоявших рядом с ним на рейде. Анджело Гатто воевал в отряде Асторре Бальони, с которым он прибыл на Кипр в 1569 году, и находился в Фамагусте с середины августа 1570 года, а 5 июля 1571 года он был повышен до капитана и командовал ротой. После капитуляции венецианцев Анджело стал рабом и был доставлен в Стамбул, а в 1573 году в тюрьме он написал письмо-отчет об осаде и судьбе заключенных. Копия рукописи найдена в конце девятнадцатого века в Орвието священником Поликарпо Катиззани, который опубликовал её в 1895 году. Анджело Гатто датировал событие 6 октября и не указывал причин взрыва, лишь описав его силу. Карло Маджи, участник обороны Кипра, заказал некоторое количество рисунков, иллюстрирующих его воспоминания о войне. Альбом был издан в 1578 году и носит название Кодекс Маджио (Codex Maggio). На одной из иллюстраций изображён взрыв двух судов на рейде в бухте Фамагусты.
Вероятно, первое описание событий, в котором зафиксирован слух о героизме некоей дамы, плененной в Никосии и не желавшей смириться с участью рабыни, принадлежит перу Джованни Созомено. Это кипрский инженер, который попал в плен, а после выкупа написал в 1571 году донесение об осаде на имя великого герцога Тосканы.  Созомено упоминал и о взрыве, и о том, что взрыв был устроен пленницей, имени которой он не знал. Настоятель Доминиканского монастыря в Никосии Фра Калепио был очевидцем осады и захвата Никосии. Он был пленён и доставлен на одно из судов как раб. Калепио в своем описании Кипрской войны, изданном в 1572 году, датировал взрыв 3 октября и тоже упомянул, что по слухам взрыв был устроен пленницей-киприоткой. При этом Фра Калепио писал, что османы пытались выяснить обстоятельства взрыва и найти виновника, но так и не преуспели в расследовании, поскольку не осталось выживших с взорвавшегося корабля. Напротив, Созомено утверждал, что спастись удалось капитану, писцу и некоторым другим, выплывшим на берег. Видимо, выжили лишь 4 человека из тех, кто был на соседних с галерой судах. Историк и шпион Пьетро Бизарри (1525—1586) в своей «Истории войны венецианцев и Святой Лиги против турок за остов Кипр», опубликованной в 1573 году описывал подвиг неизвестной киприотки, добавив, что некоторым пассажирам удалось выплыть. Прелат Антонио Мария Грациани (1537—1611) написал «Историю Кипрской войны», в которой тоже упомянул взрыв галеона, не только упомянув, что некоторым людям с удалось спастись вплавь, но и уточнив, что именно эти спасшиеся и сообщили о подвиге пленённой женщины.
В опубликованной в 1625 году 47-й книге «Historia sui temporis» Жак Огюст де Ту описал неизвестную героиню, которая подожгла пороховой склад на борту корабля, увозившего добычу и христианских рабов в Константинополь. Героический поступок женщины изложен кратко, историк называет героиню просто благородной матроной («nobili matrona»). В 1647 году иезуит Педро Ламойн написал сборник рассказов о героических женщинах, который был популярен и неоднократно переиздавался и переводился на другие языки. В сборнике фигурирует рассказ о безымянной пленнице, которую он называет пленница-победительница («The Victorious Captive», «la Cautiva victoriosa»).

### Обретение имени. Венецианская версия: Бел(л)исанд(р)а Маравилья
Примерно в 1610 году безымянная до тех пор героиня обрела первое имя. Джузеппе Галуччи в жизнеописании венецианского дипломата Джакомо Рагадзони (1528-1610) упоминает подвиг героини, называя её Белисендой Маравилья, сестрой секретаря венецианского Сената Джованни Маравилья и женой Пьетро Альбино, «генерального канцлера Кипра». Также Галуччи упоминает графиню Триполи, с которой советуется героиня перед поджогом. Описание подвига, приписанного Белисандре Маравилья, содержится в книге историка Эммануэля Чигонья о Венеции (1830), и описании Венеции и её лагун (1847), и в словаре Гаэтано Морони (1858) и в трудах историка Франческо Дзанотто (1858). В 1863 году был издан альбом «История Венеции» — Джузеппе Гаттери нарисовал иллюстрации к тексту Дзанотто. Историк Джузеппе Тассини, описывая в 1863 году венецианские семейства, отмечает, что семья Маравилья прославилась в XVI веке благодаря подвигу сестры Джованни Маравилья, взорвавшей турецкий корабль после падения Никосии. Тассини называет девушку Александрой Маравилья. Венецианскую версию поддерживали интеллектуалы и других стран — Беллисандру Мараведжиа упоминает Эжен Мюнц в «Истории искусств в период Ренессанса». В издании «Österreichische Blätter für Literatur und Kunst» за 1856 год упомянута Белисандра Маравилья.

### Новое имя. Арнальда де Рок(к)ас
В XVII веке этот подвиг стал приписываться другой женщине — Арнальде де Рокас, пленённой дочери графа Рокаса. Сагредо упоминал имя «Арнальда» в 1673 году , в 1741 году Ансельм Дезинг писал о подвиге Арнальды, отождествив её с неизвестной героиней из сборника рассказов Педро Ламойна. Елизавета Каминер , написавшая и издавшая в 1769 году книгу о выдающихся женщинах, называла героиню Арнальда де Рохас. Дунин-Борковский написал в 1828 году трагедию в пяти действиях «Арнальда де Рокас или захват Никосии» (пол. Arnalda de Rocas, czyli zdobycie Nikozji). В трагедии нет эпизода с взрывом, а есть любовная линия (Арнальда и Пияли-паша). В 1844 году вышла посвящённая героине поэма Алеардо Алеарди «Арнальда» (итал. Arnalda). В 1910 году Claude Delaval Cobham посвятил героине книгу, вынеся имя Арнальда в заглавие (лат. Arnalda sive captiva victrix). Несмотря на то, что Кобхем писал, что пишет книгу на основе труда Prolusiones academicae (1617) историка Фамиано Страда (1572—1649), имя Арнальда он использовал из другого источника, поскольку Ф. Страда упоминает лишь неизвестную героиню.

### Греческие авторы о героине
В Греции с конца XVIII века авторы называли героиню Арнальда, Белисанда или Рейнальда. В монументальном труде архимандрита Киприана (Курикуритиса) (1745—1805) «Хронологическая история острова Кипр» (греч. Ιστορία χρονολογική της νήσου Κύπρου) изданном в Венеции в 1788 году на 293 странице упомянута Арнальда, дочь погибшего на поле боя графа Рухиа (Рохаса). В изданной в 1869 году «Истории оккупированной турками Греции» К. Сатас называл героиню Арнальдой, дочерью греческого коменданта Рохаса. Как минимум с конца XIX века героиня упоминается и под именем «Мария Синклитики», но чаще в контексте «Мария или Арнальда»: «героизм гречанки Марии Синглитики, согласно другим венецианки Арланды дочери генерала Рока». В начале XX века имя Мария продолжило упоминаться вместе с именем Арнальда. Греческий историк Пантелис Карика пишет о подвиге Арнальды, дочери венецианского коменданта.
В греческой художественной литературе героиня тоже длительное время называлась различными именами. В 1857 году поэт Александрос Суцос назвал героиню Мария Синклитики. В 1875 году была написана трагедия Теохаридиса Фемистоклиса (Θεοχαρίδης Θεμιστοκλής, 1831—1886) под названием «Петрос Синклитикос» (греч. Πέτρος ο Συγκλητικός). Герой трагедии борется с венецианским управителем Кипра, Рокасом, дочь которого, Арнальда, является возлюбленной Петраса Синклитикоса. Арнальда венецианка по отцу и гречанка по матери. В дальнейшем Арнальда после прихода османов попадает в плен и взрывает корабль . Поэт Василис Михаилидис написал поэму о Белисанде/Арнальде (греч. Η Αρνάλδα ή Βελεσάνδρα επί του πλοίου), изданную в 1884 году. В своей поэме «Киприотка (1570)» А. Матесис (1864—1952) называет героиню Рейнальдой (неизвестны истоки этого варианта имени).

### Арнальда де Рохас или Мария Синклитики.
Известно, что на Кипре жила уважаемая семья Синклитикос, представитель которой, Николаус Синклитикос, крупный торговец хлопком, был в 1505 году капитаном Лимассола, а трое членов семьи (Пьетро, Эуженио и Джованни) участвовали в защите Никосии в 1570 году. Сенатор Джакомо Диедо в 1751 году писал о киприотах, принимавших участие в обороне Кипра. По утверждению историка Наса Потапиу, Евгений Синклитики, заплатив огромную сумму денег Венецианской республике, приобрел дворянский титул графа Рохас, семья носителей которого к тому моменту прекратила существование. Таким образом, дочь графа Рохаса, упоминаемая в легенде — это член семьи Синклитикос.
Известна святая Мария Синклитика, в житии которой фигурируют «языки пламени».
Однако истоки имени «Мария» по прежнему неизвестны.
В 1996 году была выпущена марка с изображением, якобы, Марии Синклитики. Однако это изображение было иллюстрацией Клода Виньона к книге о женщинах героинях, где есть рассказ о неизвестной женщине взорвавшей судно. В 2010 год кипрский писатель Кирьякос Пападопулос написал и издал роман «Мария Синклитики, Разгневанный огонь».

### Возможные прототипы героини
Интересную версию выдвинула Наса Потапиу. Кипрский аристократ Пётр Лассе купил в начале 1570 года особняк королевы Екатерины Корнаро и дал его в приданое одной из своих трёх дочерей. Их звали Лукреция, Корнелия и Мария. Лукреция вышла замуж за Петра Синклитики, сына виконта Никосии Фомы Синклитики и племянника графа Рокка Евгения Синклитики. 9 сентября Никосия пала, мужчины семьи погибли, а три сестры попали в руки османов. По словам Потапиу они была среди тех молодых женщин, которых отобрали вместе с другими трофеями для отправки на галерах из гавани Фамагусты в Стамбул. Легенда о Марии Синклитики могла возникнуть на основании того, что сестры могли быть на взорвавшемся судне. Также, по мнению Потапиу, возможно, что легенда относится к дочери Созомено, которая была помолвлена с одним из сыновей Якова Синклитики, и предположительно была на взорвавшемся судне.

## Критика
Авторы книги об османском Кипре называют героиню «Мария Синклитики», не указывая источников и не сомневаясь в историчности её личности. Единственный указанный источник — Анджело Гатто, однако у Гатто в тексте нет ни слова про Марию.
Историк Э. Поливиу полагает, что «нетрудно представить причины, по которым киприот [архимандрит Киприан], писавший историю в разгар османского владычества, считал разумным ассоциировать эту неизвестную героиню с видным кипрским дворянином, героем войны на Кипре». 